# Bembidion wingatei
Bembidion wingatei är en skalbaggsart som beskrevs av Bland. Bembidion wingatei ingår i släktet Bembidion och familjen jordlöpare. Inga underarter finns listade i Catalogue of Life.